# Sov på min arm (musikalbum)
Sov på min arm är ett studioalbum, släppt 2001, av den svenska popsångerskan Carola Häggkvist. På albumlistorna placerade sig albumet som bäst på 1:a plats i Sverige och 18:e plats i Norge.

## Låtlista
1. "Byssan lull"
2. "Det gåtfulla folket"
3. "Brahms vaggvisa (Nu i ro slumra in)"
4. "Thula Sana"
5. "Jag vill alltid älska"
6. "Videvisan"
7. "Sov på min arm"
8. "Vi har en tulta med ögon blå"
9. "Majas visa"
10. "Ge mig handen, min vän"
11. "Jag lyfter ögat"
12. "Att komma hem (Som när ett barn)"
13. "Tänk att få vakna" ("Morning Has Broken")
14. "Lyckeliten"
15. "Käre Gud, jag har det gott"
16. "Lasse litens medley"
17. "Jag sjunger godnatt"
18. "Gud, som haver barnen kär"
19. "Du omsluter mig"

## Medverkande
- Eivind Aarseth - gitarr
- Rune Arnesen - trummor, slagverk
- Kjetil Bjerkestrand, flygel, klaviatur, programmering

## Listplaceringar
| Lista (2001) | Topplacering |
| ------------ | ------------ |
| Norge        | 6            |
| Sverige      | 1            |